# فونز فـان فيسن
فونز فـان فيسن (بالهولندية: Fons van Wissen)‏ هو لاعب كرة قدم هولندي في مركز الوسط، ولد في 21 مارس 1933 في Margraten ‏ في هولندا، وتوفي في 7 يوليو 2015 في هولندا في مملكة هولندا. شارك مع منتخب هولندا لكرة القدم. أما مع النوادي، فقد لعب مع بي إس في آيندهوفن وهيلموند سبورت.

## وصلات خارجية
- فونز فـان فيسن على موقع قاعدة بيانات كرة القدم.إي يو (الإنجليزية)
- فونز فـان فيسن على موقع ناشيونال فوتبول تيمز (الإنجليزية)